# 에델 라인클랑
에델 라인클랑(Edel Reinklang)은 대한민국의 크로스오버 사중창 그룹이다.

## 구성원
- 조형균 (뮤지컬 배우)
- 이충주 (뮤지컬 배우, 테리톤)
- 김동현 (베이스바리톤)
- 안세권 (테너)

멤버들이 팬텀싱어 출연전부터 오래 알고 지냈던 사이로 서로간의 접점이 큰 팀이다. 멤버 중 세 사람이 경희대학교 성악과 출신으로, 김동현과 안세권은 동기이며 이들과 이충주는 선후배 관계이고, 이충주와 조형균은 절친한 뮤지컬 배우 동료관계이다. 

## 팬텀싱어
<에델 라인클랑>은 2017년 JTBC에서 방영한 음악예능 프로그램 팬텀싱어 시즌 2의 결승팀으로, 폭발력있는 호소력 짙은 섬세한 4중창 하모니로 큰 임팩트를 남겼다. 팀결성시 부른 'Anche Se Non Ci Sei(안케세 논 치 세이)'는 <에델 라인클랑>을 처음으로 알린 노래로, 팬텀싱어 애국가로 불리는 인생을 노래한 'La Vita(라 비타)'와 더불어 팬텀싱어의 대표 히트송이다. 이후 2021년 팬텀싱어 올스타전에 출연하면서 해외호평을 받은 Molitva(몰리트바)와 무대를 후끈 달아오르게 하는 '담배가게 아가씨'가 대표곡으로 더해졌다. 
2021년 팬텀싱어 올스타전 출연 무대인 Molitva(몰리트바)가 발칸반도에 알려지면서 화제를 일으켰다. 원곡자인 마리야 세리포비치에게 최고의 버전이라는 극찬을 들었으며 현지 언론과 유로비전 전문매체 escbubble에서 기사화되었고, <에델 라인클랑>은 세르비아 대사관에 초청을 받아 감사인사를 받았다. 이후 다음해 2022년에는 뉴질랜드 교민들이 마련한 한국 - 뉴질랜드 수교 60주년 기념 콘서트에 뉴질랜드 대사관의 초청을 받았다.

## 음반
- 2017.10.07 팬텀싱어2 episode 7 Anche Se Non Ci Sei
- 2017.10.14 팬텀싱어2 episode 8 La Vita
- 2017.10.28 팬텀싱어2 Episode 9 Wicked Game, 여기는 어디인가
- 2017.11.06 팬텀싱어2 Episode 10 Senza Parole, Non riesco a farti innamorare
- 2018.09.20 [정규앨범] 1집 <약속>
- 2021.02.03 팬텀싱어 올스타전 Episode.2 미아
- 2021.02.10 팬텀싱어 올스타전 Episode.3 Molitva
- 2021.04.07 팬텀싱어 올스타전 Episode.10 담배가게 아가씨
- 2021.04.14 팬텀싱어 올스타전 Episode.11 보통날
- 2022.03.31 [싱글앨범] <그 아픔까지 사랑한거야>
- 2022.07.09 [정규앨범] 2집 <책장을 넘긴다>

## 활동요약
팬텀싱어 출연 이후 2018년 9월에 정규 1집 앨범 <약속>을 발매하며 공식적인 가수 데뷔를 했다. 1집 앨범의 제작은 팬텀싱어의 음악감독인 권태은이 맡았으며 다양한 음악적 스펙트럼을 담아냈다. 2018년 10월 블루스퀘어에서 양일 간에 걸쳐 '에델 라인클랑 첫번째 단독 콘서트'를 개최했으며, 팬텀싱어 특수를 누리며 2018년 한해동안 14개의 무대를 가졌고 2019년에는 연말 공연을 가졌다.
2021년 팬텀싱어 올스타전이 방영되면서 다시 뭉쳐 팀활동을 하기 시작했으며 이후 2021년 4월 정통음악 평론잡지 '월간 리뷰'의 2021년 5월호의 표지를 장식한 인터뷰를 시작으로 '여성지 퀸'(Queen)의 5월호 인터뷰와 영상 촬영을 하고 5월 아츠로이엔티와 전속 계약을 체결했다. 
7월 예술의 전당에서 '에델 라인클랑 단독 콘서트 < Overture>'을 개최했고, 8월에는 '클래식은 왜그래2' 크로스오버편에 출연했으며, 9월에는 온라인 생중계를 하는 랜선 콘서트를 겸한 팬미팅을 열었고, 10월에는 대전과 부산에서 콘서트 무대를 가졌다. 11월 세종문화회관에서 <PHANTOM OF THE ORCHESTRA 에델 라인클랑> 무대를 가졌고 이후 서울과 광주에서 단독 콘서트 무대를 가졌다. 2022년 2월, 10번째 단독 공연인 <에델 라인클랑 : 네 남자 이야기 단독콘서트>를 열었다. 
2022년 3월, <그 아픔까지 사랑한거야> 싱글 앨범을 발매했고, 7월 두번째 정규 앨범 아날로그적 감성을 담은 <책장을 넘긴다>를 발매했다. 인터파크 클래식 실시간 차트에서 온라인 예약판매 순위 1위를 기록하며 기대를 모았으며 뮤직비디오를 공개하고 음악방송에 출연해 가수 활동을 했다 12일 더쇼, 13일 쇼챔피언,15일 뮤직뱅크, 15일과 22일 심플리 케이팝, 21일 엠카운트다운에 출연했다. 8월에는 열린음악회에 출연했고 이후 팬미팅과 공연을 가졌다.

## 공연
- 2017. 12. 03 팬텀싱어 2 콘서트 - 인천 인천 삼산월드체육관
- 2017. 12. 09 팬텀싱어 2 콘서트 - 대전 대전 무역전시관
- 2017. 12. 16 팬텀싱어 2 콘서트 - 대구대구 엑스코 1층
- 2017. 12. 24 팬텀싱어 2 콘서트 - 광주 광주여대 유니버시아드 체조경기장
- 2017. 12. 29 에델 라인클랑 & 프렌즈 콘서트 임페리얼 팰리스호텔 두베홀
- 2018. 01. 02 The voice of DUO concert 예술의전당 콘서트홀
- 2018. 01. 06 팬텀싱어 2 콘서트 - 울산 울산동천체육관
- 2018. 01.13 ~ 14 팬텀싱어 2 콘서트 잠실실내체육관
- 2018. 01. 27 팬텀싱어 2 콘서트 - 청주 청주대학교 석우문화체육관
- 2018. 02. 03 팬텀싱어 2 콘서트 - 고양 고양 킨텍스 제2전시장 7A홀
- 2018. 02. 10 팬텀싱어 2 콘서트 - 부산 벡스코 제1전시장
- 2018. 02. 11 팬텀 콘체르토 성남아트센터 오페라하우스
- 2018. 02. 24 더 팬텀즈 콘서트 - 서울 여의도 KBS홀
- 2018. 02. 28 2018 평창문화올림픽 기획공연 강릉아트센터 사임당홀
- 2018. 03. 04 더 팬텀즈 콘서트 - 대구 수성아트피아 용지홀
- 2018. 05. 17 보령 크로스오버 뮤직 콘서트 강릉아트센터 사임당홀
- 2018. 10. 25 10월의로맨틱콘서트 청양문예회관 대공연장
- 2018. 12. 23 ~ 24  팬텀 크리스마스 콘서트 코엑스 Hall C
- 2018. 10. 06 ~ 7 에델 라인클랑 첫번째 단독 콘서트 블루스퀘어 아이마켓홀
- 2019. 12. 29 윈터페스타 에델 라인클랑 코엑스 오디토리움
- 2021. 05. 28, 06. 05 팬텀싱어 올스타전 Galla Concerto 올림픽공원 올림픽홀
- 2021. 07. 04 에델 라인클랑 단독콘서트 : OVERTURE 예술의전당 음악당 콘서트홀
- 2021. 07. 08 제32회 도쿄하계올림픽대회 대한민국 선수단 결단식 온라인 공연
- 2021. 07. 31 Summer Breeze 권태은 런치송 프로젝트 롯데콘서트홀
- 2021. 09. 14 The Magic 팬텀&퀸 (듀오) 안산문화예술의전당 해돋이 극장
- 2021. 09. 26 2021 랜선 콘서트(온라인) + 에델 라인클랑 팬미팅 노들섬 라이브 하우스
- 2021. 10. 15 교보 노블리에 콘서트 대전 (트리오) 대전예술의전당 아트홀
- 2021. 10. 24제17회 부산국제합창제 초청공연 Ⅲ 부산 금정문화회관 금빛누리홀
- 2021. 11. 07 PHANTOM OF THE ORCHESTRA 에델 라인클랑 세종문화회관 대극장
- 2021. 11. 10 교보 노블리에 콘서트 서울 예술의 전당
- 2021. 11. 11 교보 노블리에 콘서트 서울 롯데콘서트홀
- 2021. 12. 07 교보 노블리에 콘서트 광주 광주 김대중컨벤션센터 다목적홀
- 2022. 02. 26 에델 라인클랑 콘서트 : 네 남자 이야기 세종대학교 대양홀
- 2022. 04. 09 2022 벚꽃 어게인 (듀오) 서대문구 안상자락길 야외무대
- 2022. 09. 17 에델 라인클랑 두번째 팬미팅 한국방송회관 코바코홀
- 2022. 10. 09 제4회 공연예술축제 <그라제> 광주 문화예술회관
- 2022. 10. 14 2022 계룡세계군문화엑스포 (트리오) 계룡대 활주로 상설무대